# Carl Nielsen
Carl August Nielsen (Sortelung bij Nørre Lyndelse, 9 juni 1865 – Kopenhagen, 3 oktober 1931) was een Deens componist, tevens dirigent, kornettist en violist. Hij wordt, vooral vanwege zijn zes symfonieën en twee opera's, beschouwd als de belangrijkste componist van zijn land.

## Levensloop

### Jeugd en opleiding

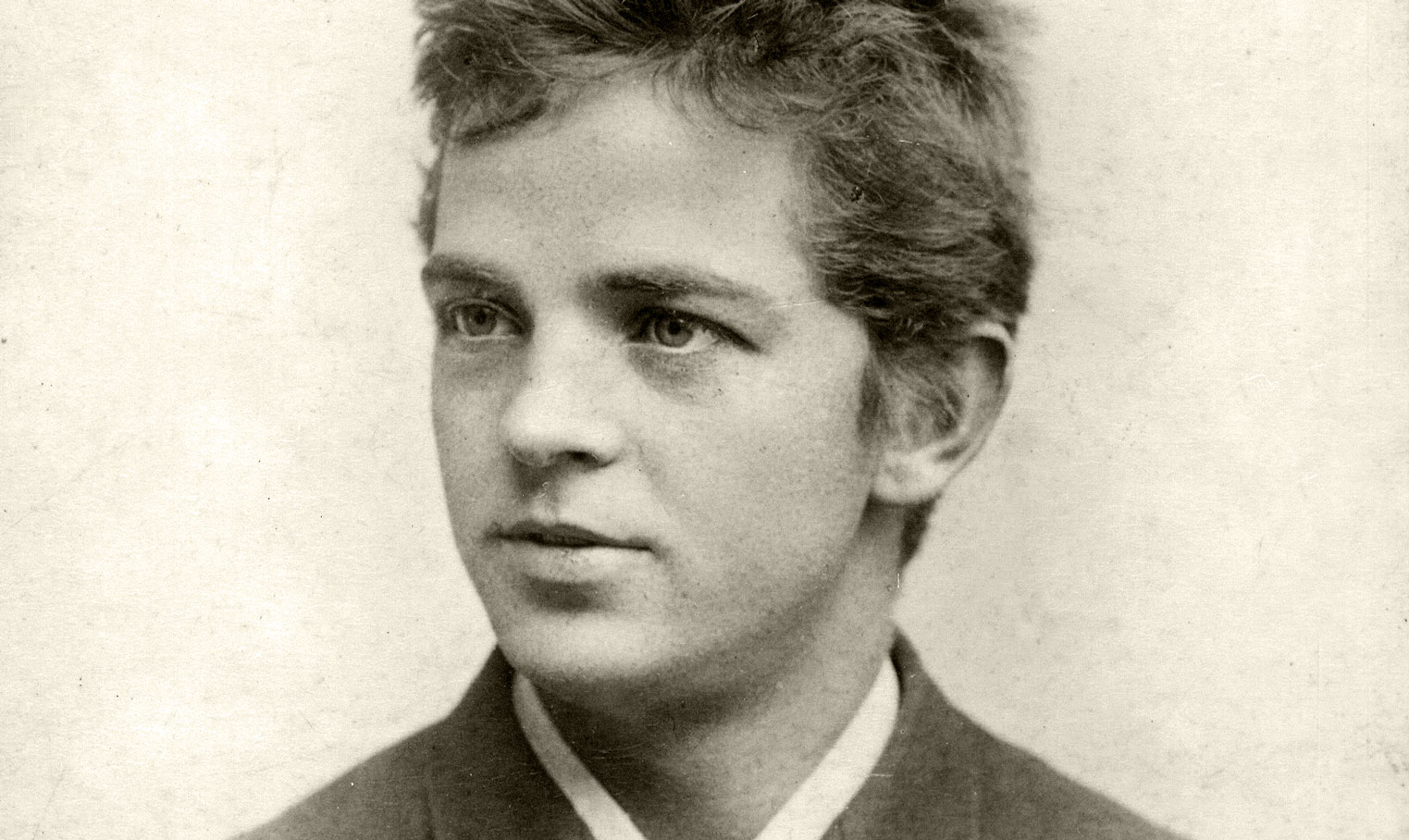
De jonge Nielsen in 1884

Hij werd geboren op Fyn in de buurt van Odense en kreeg als kind viool-, kornet- en pianolessen, hoewel het gezin arm was. Hij musiceerde in een amateurorkest en leerde de muziek van Mozart en Haydn kennen. Vanaf zijn 14e speelde hij altkornet en signaalhoorn in een militair orkest in Odense. Met een studiebeurs kon hij vanaf 1884 aan het Koninklijk Deens Conservatorium (DKDM) in Kopenhagen studeren. Hij studeerde viool en compositie bij onder meer J.P.E. Hartmann en Niels W. Gade en muziektheorie bij Orla Rosenhoff.

### Eerste successen en contact met Joseph Joachim
In 1888 had hij zijn eerste succes met de uitvoering van zijn Lille Suite (kleine suite) in a mineur voor strijkorkest in Tivoli in Kopenhagen. In 1889 werd hij violist in het orkest van de koninklijke opera in Kopenhagen. Met een studiebeurs ging hij in 1890 naar Berlijn en Dresden en verdiepte zich intensief in de muziek van Richard Wagner. In Berlijn voltooide hij zijn Strijkkwartet in f mineur, op. 5. Onder de toehoorders bij de première bevond zich de beroemde violist Joseph Joachim, die Nielsen het advies gaf enige 'radicale passages' in het werk te veranderen. Nielsen hield het werk zoals hij het gecomponeerd had.

### Persoonlijke stijl
In 1891 werd hij dirigent van het plaatselijke muziekkorps. In hetzelfde jaar leerde hij in een kring van Deense kunstenaars in Parijs de beeldhouwster Anne Marie Brodersen kennen, met wie hij datzelfde jaar huwde. Terug in Denemarken werd hij violist in het koninklijke orkest. In 1892 voltooide hij zijn in Berlijn begonnen Symfonie nr. 1 in g-mineur op. 7. In de volgende jaren bouwde hij zijn persoonlijke stijl uit. Hij liet zich daarbij meer beïnvloeden door de klassieke en voor-klassieke ideeën dan door het verregaande romantisme van Niels W. Gade. Hij zorgde daarbij op zeer persoonlijke manier voor een overgang naar de 20e-eeuwse muziek. Zijn verbrede tonaliteit gebruikt alle twaalf tonen van de chromatische toonladder - maar in het raamwerk van een tonaal systeem. In zijn methodiek oriënteerde hij zich ook aan structuren van het gregoriaans en de pentatoniek en gebruikte modale tonaliteiten. Polyfone vormen en contrapuntische zettingen vormden een belangrijke basis.
Zijn opera Saul og David (Saul en David) op een libretto van Einar Christensen naar een bijbels gegeven ging in première in 1902, vier jaar later gevolgd door de komische opera Maskarade naar het gelijknamige toneelstuk van Ludvig Holberg. Beide gelden als hoogtepunten van de Deense opera. Ze verschillen geheel voor wat betreft geest en stijl, maar lieten Nielsen de verste hoeken van het genre beoefenen. Dat geldt ook voor zijn symfonieën nr. 2 De fire Temperamenter = De vier temperamenten (1902), nr. 3 Sinfonia espansiva (1911), nr. 4 Det Uudslukkelige = Het onblusbare (1916), nr. 5 (1922) en nr. 6 Sinfonia semplice (1925). Een reis naar Athene inspireerde hem tot de ouverture Helios, op. 17, een van zijn belangrijke instrumentale werken. Zijn laatste grote compositie is het omvangrijke Commotio voor orgel uit 1931.

### Dirigent en docent

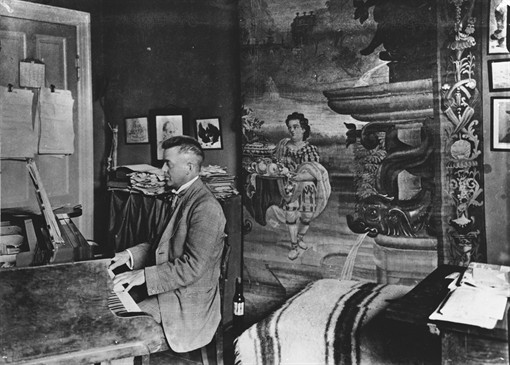
Nielsen in zijn werkkamer (rond 1915)

In 1905 verliet Nielsen het koninklijk orkest als violist. Als dirigent van het orkest van de koninklijke opera kwam hij regelmatig terug, onder meer voor de première van zijn opera Maskarade in november 1906. In 1908 werd hij chef-dirigent van het koninklijke orkest, maar hij trad in 1914 uit deze functie terug wegens meningsverschillen met de directie van de koninklijke opera. In 1915 werd hij lid van het bestuur van het conservatorium in Kopenhagen, waar hij ook muziektheorie doceerde. In 1919 stopte hij met lesgeven, maar hij bleef in de examencommissie, waar hij in januari 1931 voorzitter van werd.

### Componist van volksliederen
De jaren rond 1915 zorgden voor een crisis in het leven van Carl Nielsen. Zijn vrouw wilde een scheiding, maar na acht moeilijke jaren bleven ze toch getrouwd. In deze tijd nam Nielsen toevlucht in het componeren van volksliederen, die hem al als kind hadden aangesproken. In 1914 was de organist en componist Thomas Laub naar Nielsen toegestapt, om hem over te halen tot een reconstructie van het Deense volkslied. Anders dan Bartók en Kodály, die interesse hadden in een herleving van de traditionele muzikale folklore van Hongarije en Roemenië, schreef Nielsen nieuwe op de mensen gerichte (populaire) melodieën. Naast deze composities voor solostemmen en voor koor a capella schreef hij talrijke kunstliederen op teksten van Deense en Engelse dichters.

## Bibliografie

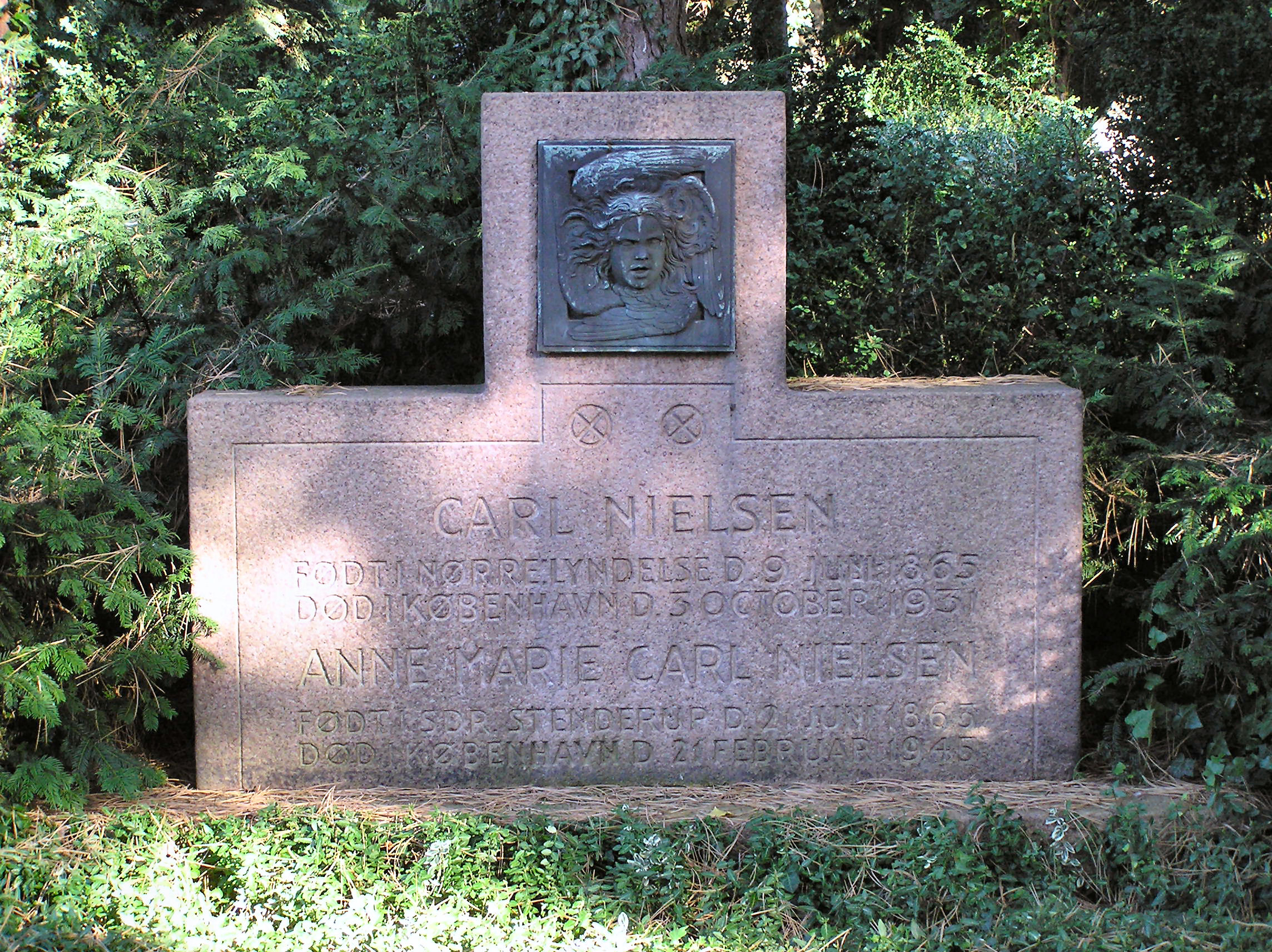
Graf van Nielsen op Vestre kirkegård

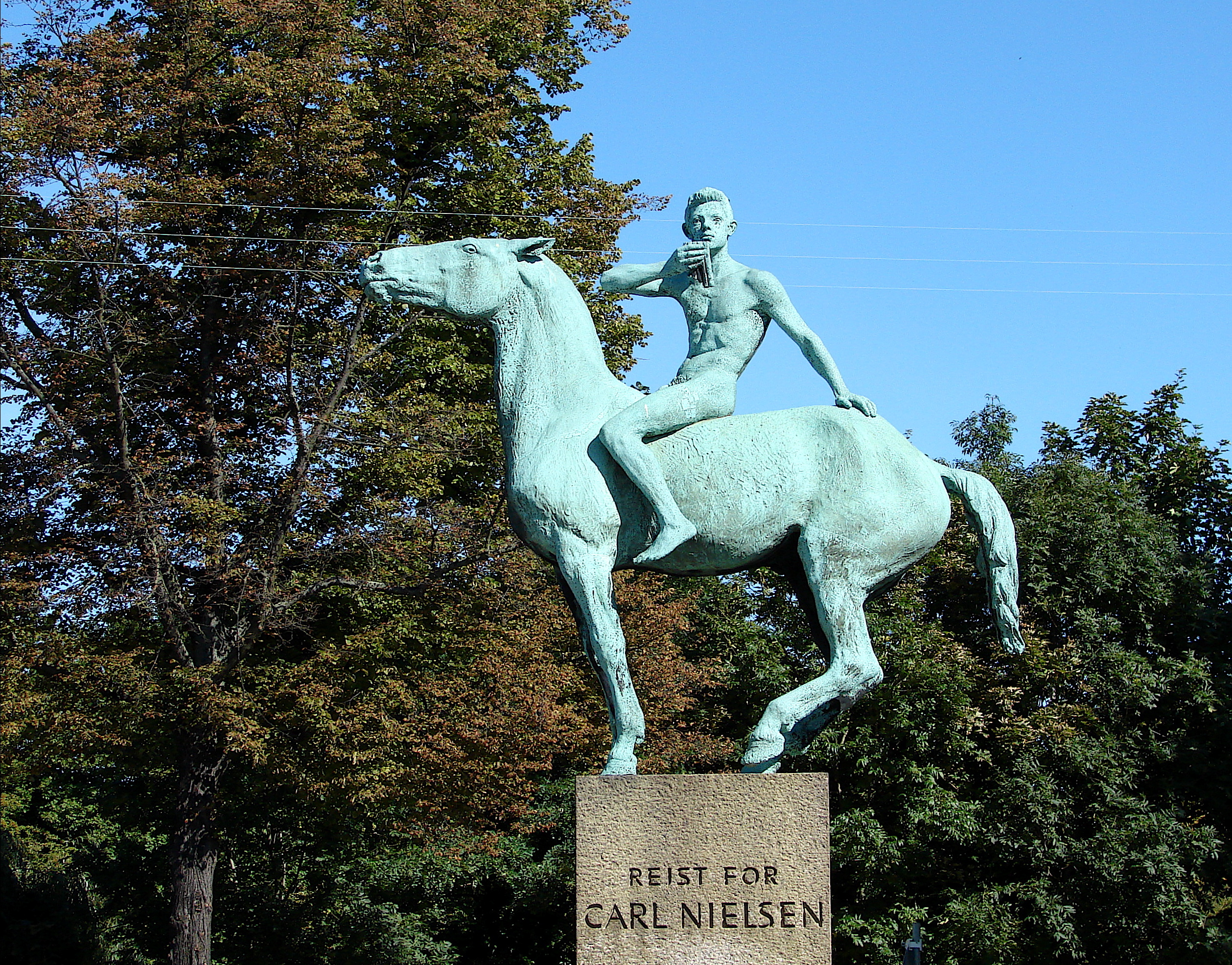
Carl Nielsen-monument in Nyboder, Kopenhagen, gemaakt door zijn vrouw Anne Marie Carl-Nielsen (Brodersen)